# Старое Мазиково
Старое Мазиково (мар. Мазиково) — деревня в Моркинском районе Республики Марий Эл. Входит в состав городского поселения Морки.

## География
Находится в юго-восточной части республики Марий Эл на расстоянии менее 6 км по прямой на восток-юго-восток от районного центра посёлка Морки.

## История
Известна с 1763 года как русская деревня с населением 59 человек. В 1795 году в ней в 23 дворах числились 120 человек, в 1859 здесь (Русские Кужеры или Мазиково) находилось 48 дворов, проживали 345 человек, в 1895 году 469 человек, большинство русские. К 1921 году в 114 дворах деревни проживали 648 человек, в 1958 году здесь (уже Старое Мазиково) числилось 128 дворов. В 1959 году в ней проживали 494 человека, большинство русские. В 2004 году здесь было 46 домов, но из них жилых только 29. В советское время работали колхозы «Заря» и им. Сталина.

## Население
Население составляло 69 человек (русские 57 %, мари 43 %) в 2002 году, 53 в 2010.